# Тегира
Тегира — город в Древней Греции, в Беотии, близ Копаидского озера, с храмом Аполлона. Во время могущества Фив Пелопид одержал у этого города победу над спартанцами (ок. 375 до н. э.), способствовавшую утверждению фиванской гегемонии над всей Беотией. Находится в районе современной деревни Poligira. Другая локализация — в районе современной деревни Pyrgos 38°30′54″ с. ш. 23°01′57″ в. д..